# 光吉夏弥
光吉 夏弥（みつよし なつや、1904年〈明治37年〉11月20日 - 1989年〈平成元年〉3月7日）は、日本の翻訳家、絵本研究家、舞踊評論家。本名・積男。

## 略歴
大阪府北区北野茶屋町で生まれる。1929年慶應義塾大学経済学部卒業。専門は児童文学・写真・舞踊。
1953年岩波書店で「岩波の子どもの本」絵本シリーズを石井桃子とともに創立する。ほか児童書の翻訳、バレエの入門書など多数がある。1990年『絵本図書館（世界の絵本作家たち）』で日本児童文学学会賞特別賞受賞。
岩波書店刊の絵本『ちびくろ・さんぼ』（1953年初版）の翻訳者として知られる。同絵本は、1988年に人種差別の指摘を受け、絶版となったが（いわゆるサンボ一斉絶版問題）、2005年に瑞雲舎からほぼそっくりそのままの形で復刊された。

## 著書
- 『龍王の珠 支那の夜ばなし』（實業之日本社） 1943
- 『王さまのクリーム』（桜井書店） 1948
- 『象の本』（三十書房） 1949
- 『みつばちの国のアリス』（羽田書店） 1949
- 『こっくりおばさん』（講談社） 1950
- 『サンタクロースの本』（三十書房） 1950
- 『バレエへの誘ひ』（早川書房） 1951
- 『ニューヨーク・シティ・バレー 1933 - 1958』（音楽之友社） 1958
- 『ロイヤル・バレエ 1931 - 1961』（音楽之友社） 1961
- 『絵本図書館 世界の絵本作家たち』（ブック・グローブ社） 1990

### 編著
- 『藤蔭静枝藤蔭会二十年史』（藤蔭会） 1938
- 『ぞうのはなはなぜながい なぜなぜばなし』（大日本図書） 1963
- 『なんでもふたつ ユーモアばなし』（大日本図書） 1963

## 翻訳
- 『支那の墨』（クルト・ヴィーゼ、筑摩書房） 1942
- 『ちんちん小袴』（小泉八雲、中央公論社） 1948
- 『たくさんのお月樣』（ジェイムズ・サーバー、日米出版社） 1949
- 『エブラハム・リンカーン』（イングリ・ドオレーア, エドガー・パーリン・ドオレーア、進士益太共訳、羽田書店） 1950
- 『りこうすぎた王子 プリンス・プリジオ』（A・ラング、岩波少年文庫） 1951
- 『ふたたび宝島へ』（ジョン・コンネル、英宝社） 1951
- 『世界をまわろう 子どものための世界地理』（V・M・ヒルヤー、岩波少年文庫） 1952
- 『ホフマン物語』（モンク・ギボン、日本書房） 1952
- 『みんなの世界』（マンロー・リーフ、岩波書店） 1953
- 『ちびくろ・さんぼ』（岩波の子どもの本） 1953
  - 『ちびくろ・さんぼ』（瑞雲舎） 2005
- 『金のニワトリ』（エレーン・ポガニー、岩波書店） 1954
- 『もりのおばあさん』（ヒュウ・ロフティング、岩波書店） 1954
- 『はなのすきなうし』（マンロー・リーフ、岩波書店） 1954
- 『ちびくろさんぼのぼうけん』（バンナーマン、光文社） 1956 
  - 『ちびくろ・さんぼ2』（瑞雲舎） 2005
- 『音楽の国のアリス』（ラ・プラード、岩波少年文庫） 1956
- 『ぴーたーうさぎのぼうけん』（B・ポッター、光文社） 1956
- 『家なき人形』（アデル・ド・レイオー、光文社） 1956
- 『町へきたペンギン』（リチャード・アトウオーター, フローレンス・アトウオータ、光文社） 1956
- 『こわいこわいおおかみ』（ウイリアム・マクリーリ、光文社） 1957
- 『サーカスの一家』（リリー・ジャン・ジャヴァール、光文社） 1957
- 『動物の世界』（イーラ、平凡社） 1957
- 『たべものどろぼうと名探偵』（ヒュー・ロフティング、光文社） 1957
- 『こねずみせんせい』（マージョリー・フラック、光文社） 1957
- 『子供の世界』（クライン・タコニス、平凡社、世界写真作家シリーズ） 1957
- 『小さないのち』（デビッド・シーモア、平凡社、世界写真作家シリーズ） 1957
- 『バレエの饗宴』（セルジェ・リド、平凡社、世界写真作家シリーズ） 1958
- 『キュリー夫人』（E・ドーリイ、岩波書店） 1962、のち岩波少年文庫
- 『りこうなおきさき』（モーゼス・ガスター、岩波書店） 1963
- 『ポッパーさんのペンギン』（リチャード・アトウォーター, フローレンス・アトウォーター、学習研究社） 1966
- 『おうさまのたけうま』（ドクター・スース、学習研究社） 1968
- 『トトの大てがら』（C・H・ビショップ、岩波書店） 1968
- 『みつばちじいさんのたび』（フランク・ストックトン、学習研究社） 1969
- 『名探偵フレディの冒険』（ウォルター・ブルックス、講談社、こどもの世界文学9(アメリカ編3)） 1973
- 『白鳥になったアヒルの子』（R・ゴッデン、学習研究社） 1974
- 『ガンピーさんのふなあそび』（ジョン・バーニンガム、ほるぷ出版） 1976
- 『ポッパーさんのペンギン』（リチャード・アトウォーター夫妻、学習研究社） 1976
- 『大きいツリー小さいツリー』（ロバート・バリー、大日本図書） 1977
- 『しろいいぬ?くろいいぬ?』（マリオン・ベルデン・クック、大日本図書） 1977
- 『だんごをなくしたおばあさん』（小泉八雲、大日本図書） 1977
- 『“なんでもふたつ"さん』（M・S・クラッチ、大日本図書） 1977
- 『あべこべものがたり 北欧民話』（大日本図書） 1977
- 『うさぎがいっぱい』（ペギー・パリシュ、大日本図書） 1978
- 『おさらをあらわなかったおじさん』（フィリス・クラジラフスキー、岩波書店） 1978
- 『ともだちができちゃった!』（セラ・アシャロン、大日本図書） 1978
- 『おばけのジョージー』（ロバート・ブライト、福音館書店） 1978
- 『なまけねずみのウォルター』（マージョリー・フラック、福音館書店） 1978
- 『王さまのアイスクリーム』（フランセス・ステリット、大日本図書） 1978
- 『トミーは大いそぎ』（ヘレン・パーマー、大日本図書） 1978
- 『ガンピーさんのドライブ』（ジョン・バーニンガム、ほるぷ出版） 1978
- 『おとこの子とおもっていた犬』（コーラ・アネット、大日本図書） 1979
- 『アーサーといもうと』（リリアン・ホーバン、文化出版局） 1979
- 『でっかいねずみとちっちゃなライオン』（イブ・タイタス、大日本図書） 1979
- 『ちびっこ大せんしゅ』（シド・ホフ、大日本図書） 1979
- 『象のふろおけ』（ほるぷ出版、世界むかし話11(東南アジア)） 1979
- 『マウイの五つの大てがら』（ほるぷ出版、世界むかし話16(太平洋諸島)） 1979
- 『ねことバイオリン』（タマラ・キット、大日本図書） 1980
- 『きりんのセシリーと9ひきのさるたち』（H・A・レイ、メルヘン社） 1981
- 『ぼくはめいたんてい』（マージョリー・W・シャーマット、大日本図書） 1982
- 『ぼくはめいたんてい 6』（マージョリー・W・シャーマット、大日本図書） 1983
- 『わにのはいた』（マーガリット・ドリアン、大日本図書） 1983
- 『ねこはやっぱりねこがいい』（ヘレン・ヒル、大日本図書） 1983
- 『とらとおじいさん ちいさいげき』（アルビン・トレセルト、大日本図書） 1983
- 『クリスマスってなんなの? 』（ヘレン・モンセル、大日本図書） 1984
- 『かねもちのねことびんぼうなねこ』（バーナード・ウェーバー、大日本図書） 1988
- 『クリスマスのこねこ』（クレア・ターレイ・ニューベリー、大日本図書） 1988
- 『のらねこボタン』（トム・ロビンソン、大日本図書） 1988
- 『ネコ・猫・ねこ 世界中のネコの昔ばなし』（平凡社） 1989

### 「ひとまねこざる」
- 『ひとまねこざる』（H.A.レイ、岩波の子どもの本） 1954
- 『じてんしゃにのるひとまねこざる』（エッチ・エイ・レイ、岩波書店） 1956
- 『ひとまねこざるときいろいぼうし』（ エッチ・エイ・レイ 岩波書店） 1966
- 『たこをあげるひとまねこざる』（ マーガレット・レイ 岩波書店） 1966
- 『ひとまねこざるびょういんへいく』（ マーガレット・レイ 岩波書店） 1968